# MYO6
MYO6‏ (Myosin VI) هوَ بروتين يُشَفر بواسطة جين MYO6 في الإنسان.